# АСК-Нафта
АСК-Нафта (рос. АСУ-нефть; англ. automatic control system-oil (ACS-oil); нім. ASS — Erdöl) — автоматизована система керування нафтовидобувною промисловістю. АСК-нафта являє собою систему планування й керування нафтовидобувною промисловістю на всіх рівнях виробництва, яка функціонує як єдиний комплекс адміністративних і економіко-математичних методів, що реалізуються за допомогою електронно-обчислювальної й організаційної техніки, засобів автоматизації і зв'язку. 
АСК-нафта діє за принципом «людина-машина», тобто кінцеве рішення приймає керівник на основі отриманої за допомогою обчислювальної техніки інформації й оптимізаційних розрахунків. 
АСК-нафта являє собою єдність автоматизованої системи планування й керування в нафтовій промисловості (АСПК-НП) і автоматизованої системи керування технологічними процесами (АСК-ТП-НП), а остання своєю чергою підрозділяється на автоматизовану систему керування технологією видобування нафти (АСК-ТП-нафта) і буріння (АСК-ТП-буріння). 
В цілому АСК-НП є комплексом цілого ряду підсистем: 
- оперативного керування виробництвом;
- поточного планування;
- перспективного й довготривалого планування;
- реалізації продукції;
- матеріально-технічного постачання і комплектації обладнання;
- фінансової діяльності;
- бухгалтерського обліку;
- статистичної звітності;
- планування праці й заробітної плати;
- капітального будівництва;
- нормативного обслуговування і т. д.

Елементом АСК-НП є автоматизована система керування підприємством.